# Platygaster picipes
Platygaster picipes är en stekelart som beskrevs av Förster 1861. Platygaster picipes ingår i släktet Platygaster och familjen gallmyggesteklar. Arten är reproducerande i Sverige. Inga underarter finns listade i Catalogue of Life.